# Sylvisorex camerunensis
Sylvisorex camerunensis es una especie de musaraña de la familia Soricidae.

## Distribución geográfica
Se encuentra en los bosques montanos del oeste de Camerún alrededor del Monte Oku y Manengouba, y en el sureste de Nigeria en las montañas Gotel y meseta Adamawa.